# Chiesa di Sant'Anna (Sant'Anna d'Alfaedo)
La chiesa di Sant'Anna è la parrocchiale di Sant'Anna d'Alfaedo, in provincia e diocesi di Verona; fa parte del vicariato della Valpolicella.

## Storia

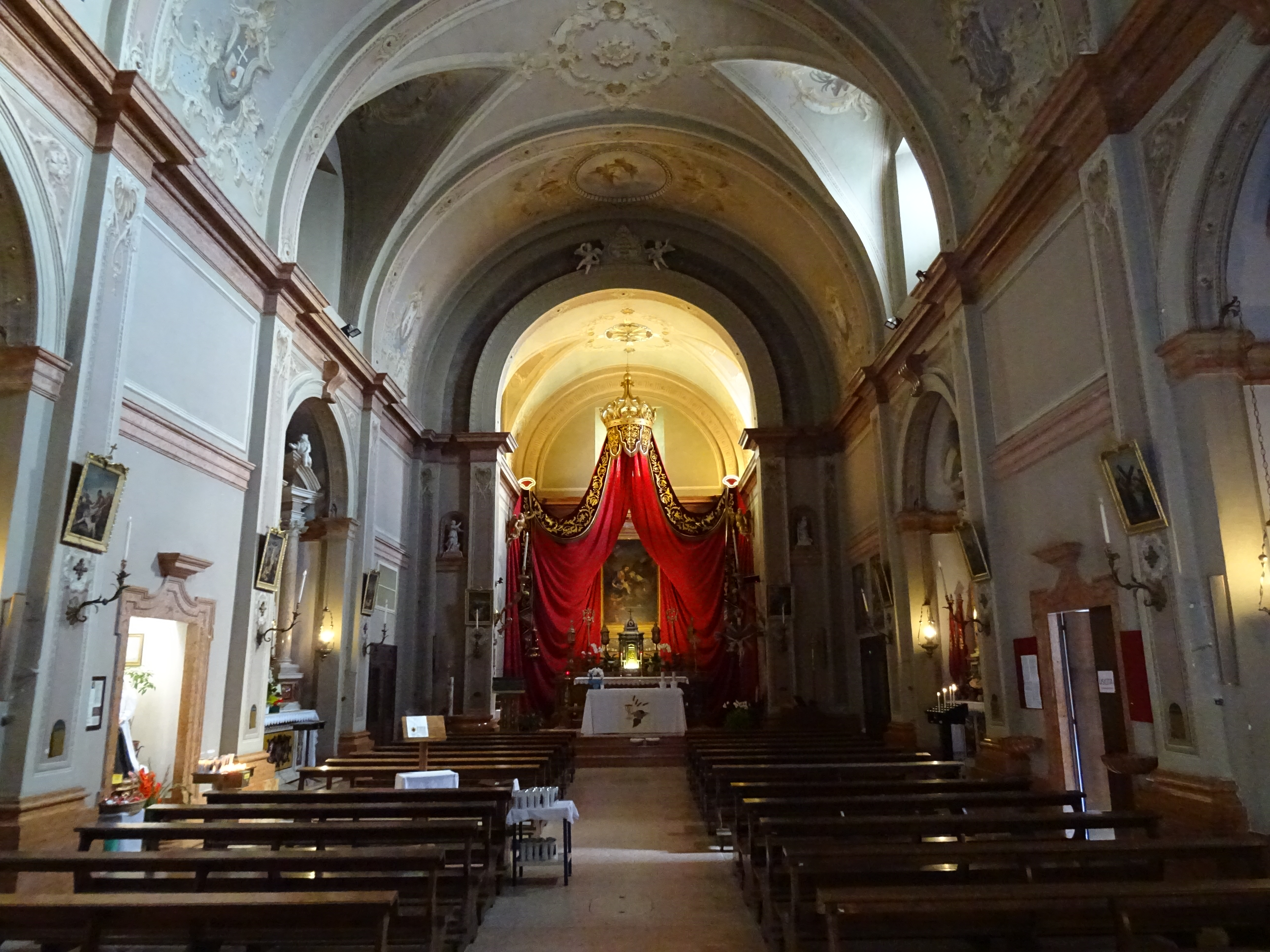
Interno

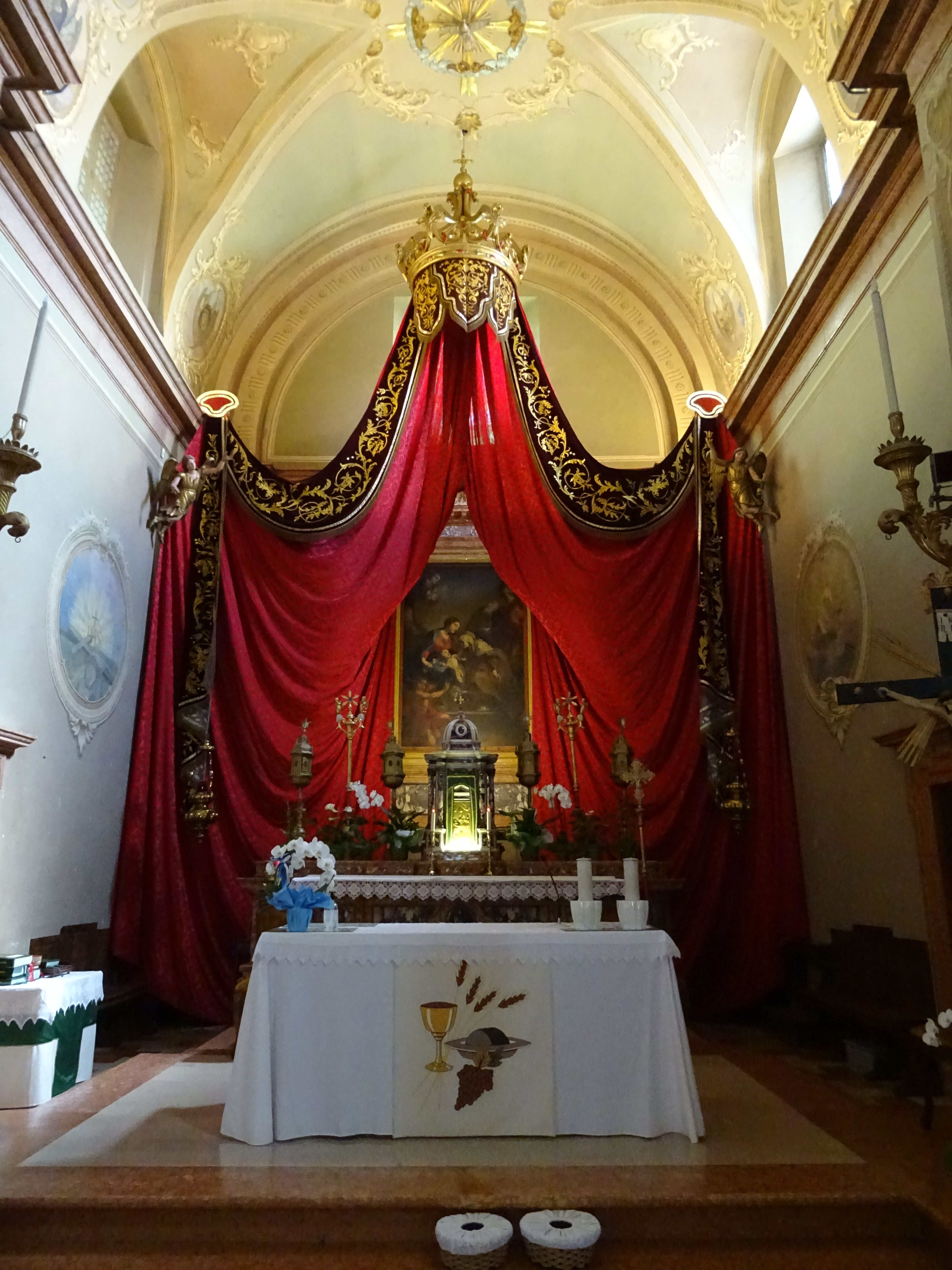
Presbiterio

Probabilmente la primitiva chiesa di Sant'Anna sorse tra il XIV e il XV secolo; la prima citazione che ne attesta la presenza risale al 1404.
Questa chiesetta, che era ad un'unica navata e che era dotata dell'altare maggiore e di quello laterale di San Valentino, venne consacrata nel 1425 dal vicario diocesano.
Verso la seconda metà del XV secolo fu edificata una nuova chiesa, descritta nel 1548 dal vescovo Ermolao Barbaro come pulchra et decens valde, ma che non habet sacristiam, sed habet campanile et fontem baptismalem pulchrum; inoltre, da un atto del parroco Thomas de Alemania s'apprende che il giuspatronato apparteneva ai capifamiglia e che la chiesa aveva il privilegio del fonte battesimale.
Tra la fine del Quattrocento e la prima metà del Cinquecento furono eretti altri cinque altari, intitolati all Beata Vergine, a San Nicola, a San Lorenzo, a Santa Lucia e a San Rocco.
Nel 1594 il vescovo di Verona Agostino Valier, compiendo la sua visita pastorale, ordinò che gli affreschi che adornavano la navata e la cappella maggiore venissero restaurati e che fossero demoliti i fatiscenti altari dei Santi Lucia, Valentino e Nicola e che al loro poste ne fosse realizzato uno dedicato alla Beata Vergine del Rosario; tutti questi lavori furono ultimati nel giro d'un decennio.
Nel 1694 l'allora parroco don Giambattista Valicella decise di far costruire una nuova chiesa, che nel 1699 - non ancora terminata - venne definita dal vescovo Gianfrancesco Barbarigo in elegantissimam formam e che venne portata a compimento e consacrata nel 1717.
Nel XIX secolo venne edificata la canonica.
Tra il 2014 e il 2016 l'edificio fu al centro di un intervento di rinnovamento e di restauro del testo e delle facciate esterne, condotto su disegno di Giovanni Montresor e di Amedeo Margotto.

## Descrizione

### Facciata
La facciata della chiesa è ripartita da una cornice marcapiano in due registri, entrambi scanditi da lesene; nell'ordine inferiore si apre il portale d'ingresso sovrastato da una statua ritraente Sant'Anna, mentre quello superiore è presente una finestra timpanata di forma rettangolare.
A coronare la facciata è il timpano triangolare dotato di dentellatura.

### Interno
L'interno si articola in un'unica navata, coperta da volta a botte e sulla quale si affacciano quattro cappellette ospitanti gli altari laterali di San Giuseppe, della Beata Vergine Maria del Rosario, del Sacro Cuore di Gesù e dei Santi Zeno, Rocco, Lorenzo, Gioacchino, Anna e Marta.

Al termine dell'aula si sviluppa il presbiterio, nel quale è conservata la pala raffigurante Sant'Anna con la Vergine ed il Bambino, eseguita da Antonio Balestra nel 1738.